# 4151 Alanhale
Alanhale (asteroide 4151) é um asteroide da cintura principal, a 2,7129085 UA. Possui uma excentricidade de 0,1390331 e um período orbital de 2 043 dias (5,6 anos).
Alanhale tem uma velocidade orbital média de 16,77909017 km/s e uma inclinação de 1,0134º.
Este asteroide foi descoberto em 24 de Abril de 1985 por Carolyn Shoemaker, Eugene Shoemaker.